# Ernie Reyes Jr.
Ernie Reyes Jr. (San Jose, 15 gennaio 1972) è un attore, stuntman e kickboxer statunitense, figlio di Ernie Reyes Sr., attore e artista marziale.

## Filmografia parziale

### Cinema
- L'ultimo drago (The Last Dragon), regia di Michael Schultz (1985)
- Yado, regia di Richard Fleischer (1985)
- Tartarughe Ninja alla riscossa (Teenage Mutant Ninja Turtles), regia di Steve Barron (1990)
- Tartarughe Ninja II - Il segreto di Ooze (Teenage Mutant Ninja Turtles 2: The Secret of the Ooze), regia di Michael Pressman (1991)
- Guerrieri del surf (Surf Ninjas), regia di Neal Israel (1993)
- La leggenda del lupo bianco (White Wolves II: Legend of the Wild), regia di Terence H. Winkless (1995)
- Colpo grosso al Drago Rosso - Rush Hour 2 (Rush Hour 2), regia di Brett Ratner (2001)
- Poolhall Junkies, regia di Mars Callahan (2002)
- Il tesoro dell' Amazzonia - regia di Peter Berg
- Redline (The Rundown), regia di Andy Cheng (2007)
- Indiana Jones e il regno del teschio di cristallo (Indiana Jones and the Kingdom of the Crystal Skull), regia di Steven Spielberg (2008)
- The Red Canvas, regia di Kenneth Chamitoff & Adam Boster (2009)
- Avatar, regia di James Cameron (2009)
- Alice in Wonderland, regia di Tim Burton (2010)
- Act of Valor, regia di Mike McCoy e Scott Waugh (2012)
- Ninja Apocalypse, regia di Lloyd Lee Barnett (2014)

### Televisione
- Autostop per il cielo (Highway to Heaven) – serie TV, episodio 3x04 (1986)
- L'ultimo cavaliere elettrico (Sidekicks) – serie TV, 23 episodi (1986-1987)
- MacGyver - serie TV, un episodio (1988)
- Kung Fu: la leggenda continua (Kung Fu: The Legend Continues) – serie TV, 3 episodi (1993)
- NCIS: Los Angeles - serie TV, 2 episodi (2013-2015)
- The Librarians - serie TV, 1 episodio (2017)
- Superstore - serie TV, 3 episodi (2018-2021)
- Brooklyn Nine-Nine - serie TV, 1 episodio (2018)

## Doppiatori italiani
Nelle versioni in italiano delle opere in cui ha recitato, Ernie Reyes Jr. è stato doppiato da:
- Giuppy Izzo in Yado
- Rory Manfredi in Tartarughe Ninja II - Il segreto di Ooze
- Massimiliano Alto in Guerrieri del surf
- Luigi Ferraro in NCIS: Los Angeles